# Comté de Cattaraugus
Le comté de Cattaraugus (en anglais : Cattaraugus County) est l'un des 62 comtés de l'État de New York, aux États-Unis. Le siège de comté est Little Valley.

## Histoire
Le comté a été fondé en 1808.

## Comtés adjacents
- comté d'Érié au nord,
- comté de Wyoming, au nord-est,
- comté d'Allegany, à l'est,
- comté de McKean en Pennsylvanie au sud-est,
- comté de Warren en Pennsylvanie au sud-ouest,
- comté de Chautauqua à l'ouest,

## Municipalités du comté
| - Allegany - Ashford - Carrollton - Cattaraugus - Coldspring - Conewango - Dayton - Delevan - East Otto - East Randolph - Ellicottville - Farmersville - Franklinville - Freedom | - Gowanda - Great Valley - Hinsdale - Humphrey - Ischua - Leon - Lime Lake - Limestone - Little Valley - Lyndon - Machias - Mansfield - Napoli - New Albion | - Oil Springs Reservation (en) - Olean - Otto - Perrysburg - Persia - Portville - Randolph - Red House - South Dayton - South Valley - St. Bonaventure - Weston Mills - Yorkshire |

## Démographie
| Groupe                           | Comté de Cattaraugus | New York | États-Unis |
| -------------------------------- | -------------------- | -------- | ---------- |
| Blancs                           | 92,9                 | 65,8     | 72,4       |
| Amérindiens                      | 3,0                  | 0,6      | 0,9        |
| Métis                            | 1,7                  | 3,0      | 2,9        |
| Afro-Américains                  | 1,3                  | 15,9     | 12,6       |
| Asiatiques                       | 0,7                  | 7,3      | 4,8        |
| Autres                           | 0,4                  | 7,5      | 6,4        |
| Hispaniques et Latino-Américains | 1,7                  | 17,6     | 16,7       |
| Total                            | 100                  | 100      | 100        |

Selon l'American Community Survey, pour la période 2011-2015, 94,89 % de la population âgée de plus de 5 ans déclare parler l'anglais à la maison, 1,15 % déclare parler l'espagnol, 0,69 % l'allemand et 3,28 % une autre langue.
La population amérindienne est majoritairement composée d'Iroquois (2,9 % de la population du comté).

## Personnalité
- Anna Botsford Comstock (1854-1930) : entomologiste, illustratrice et pédagogue.